# Zamilován
Zamilován (v anglickém originále Falling in Love) je americký dramatický film z roku 1984. Režisérem filmu je Ulu Grosbard. Hlavní role ve filmu ztvárnili Robert De Niro, Meryl Streep, Harvey Keitel, Jane Kaczmareková a George Martin.

## Děj
Na Štědrý den se reklamní výtvarnice Molly Gilmorová a inženýr architektury Frank Raftis vydávají na poslední chvíli na vánoční nákupy na Manhattan. Frank se setká se svým kolegou Edem na skleničku a Ed mu řekne, že se rozvádí. Molly se setká se svou kamarádkou Isabelle, která je vdaná, ale Vánoce plánuje strávit s jiným mužem; Molly také navštíví svého nemocného otce. Později téhož dne si Frank a Molly u pultu v hektickém knihkupectví spletou balíčky a na Štědrý den Mollyin manžel Brian a Frankova žena Ann otevřou každý knihu, která byla určena tomu druhému.
O tři měsíce později na sebe Frank a Molly, kteří dojíždějí na Manhattan ze sousedních zastávek metra North Hudson Line, narazí v ranním vlaku. Snaží se jeden druhého zařadit, ale nakonec si Frank vzpomene a připomene jí záměnu knih. Později téhož dne požádá Franka jeho šéf, aby přijal místo v Houstonu. Molly navštíví svého otce v nemocnici. Molly řekne Isabelle o Frankovi; Frank řekne Edovi o Molly. Ten večer Frank čeká na Molly na terminálu Grand Central. Promluví si a dohodnou se, že se sejdou v ranním vlaku později ten týden.
Frank a Molly se navzdory svému přesvědčení sblíží. Vídají se stále častěji, až jednoho odpoledne Frank vezme Molly do Edova bytu. Začnou se milovat, ale Molly to nedokáže dotáhnout do konce. Dohodnou se, že se musí přestat vídat.
Když se Molly toho dne vrátí domů, Brian jí oznámí, že její otec zemřel. Na pohřbu dostane záchvat paniky. Když se zotavuje, řekne Isabelle, že netrpí žalem po otci, ale ztrátou Franka. Frank mezitím souhlasí, že přijme práci v Houstonu. Řekne Ann o Molly, čímž zpochybní budoucnost jejich manželství.
V noci, kdy má Frank odjet, volá Molly domů. Frank ji před odjezdem požádá o schůzku, ale když Brian stojí a poslouchá, ukončí hovor. Nemůže odolat, řekne Brianovi, že musí Franka ještě jednou vidět, a spěchá k autu. Při rychlé jízdě v lijáku se málem srazí s vlakem na přejezdu a propásne svou šanci. Mezitím se jí Frank pokusí znovu zavolat, ale telefon zvedne její manžel a řekne, že s Frankem nechce mluvit.
O nějaký čas později, opět v předvánočním čase, se Frank setká s Edem a řekne mu, že s Ann nyní žijí odděleně. Molly se setkává s Isabelle a z jejich rozhovoru je jasné, že i její manželství s Brianem ztroskotalo. Frank se zastaví v knihkupectví, kde se s Molly poprvé setkali. Molly je tam ve stejnou dobu. Povídají si, ale protože si nejsou jisti, jak to mezi nimi nyní je, jdou každý svou cestou. Frank se při odchodu z obchodu zastaví, otočí se a běží za ní. O chvíli později ji v přeplněném vlaku z Grand Central znovu najde. Obejmou se.

## Obsazení
| Robert De Niro    | Frank Raftis   |
| Meryl Streep      | Molly Gilmore  |
| Harvey Keitel     | Ed Lasky       |
| Jane Kaczmareková | Ann Raftis     |
| George Martin     | John Trainer   |
| David Clennon     | Brian Gilmore  |
| Dianne Wiest      | Isabelle       |
| Victor Argo       | Victor Rawlins |